# Логунова, Татьяна Юрьевна
Татья́на Ю́рьевна Логуно́ва (род. 3 июля 1980, Москва) — российская фехтовальщица на шпагах, двукратная олимпийская чемпионка в командном первенстве (2000 и 2004), двукратная чемпионка мира и 4-кратная чемпионка Европы. Заслуженный мастер спорта России (2000).

## Карьера
Первый тренер — О. В. Коржов. Фехтует правой рукой. В сборной России с 1996 года.
На Олимпийских играх 2000 года в Сиднее 20-летняя Логунова, на счету которой к тому времени не было ни одной награды чемпионатов мира или Европы, в составе сборной России стала олимпийской чемпионкой в командном первенстве. В четвертьфинале россиянки победили немок со счётом 45-43, в полуфинале в упорной борьбе сломили сопротивление сборной Венгрии — 45-44, а в финале были сильнее швейцарок 45-35. Вместе с Логуновой за Россию фехтовали Карина Азнавурян, Мария Мазина и Оксана Ермакова. В личном первенстве в Сиднее Логунова дошла до полуфинала, где уступила швейцарке Джанне Хаблютцель-Бюрки со счётом 12-15, а в матче за бронзу Татьяна проиграла двукратной олимпийской чемпионке Атланты француженке Лоре Флессель 6-15.
В 2004 году на Играх в Афинах россиянки вновь выиграли золото в командном первенстве. Логунова вместе с Оксаной Ермаковой, Кариной Азнавурян и Анной Сивковой победили в полуфинале канадок, а в финале были сильнее немок — 34-28. В личном первенстве Татьяна уступила уже во втором своём поединке.
В 2008 году на Играх в Пекине Татьяна в личном первенстве проиграла в первом же матче, а командное первенство в женской шпаге в Пекине не разыгрывалось.
В 2010 году в Париже выиграла свою первую личную награду на чемпионатах мира — бронзу, до этого на счету Татьяны было 2 золота (2001 и 2003) и одно серебро (2007) в командном первенстве на чемпионатах мира.
В 2012 году на Олимпийских играх в Лондоне Татьяна выступала только в командном первенстве и выходила на дорожку только в матче за третье место против сборной США. Татьяна выиграла оба своих микроматча, однако россиянки в итоге уступили по итогам дополнительного времени (30-31). Ранее также в дополнительное время сборная России без участия Логуновой уступила в полуфинале китаянкам (19-20).
В 2016 году в Рио-де-Жанейро Логунова выступила на своей пятой Олимпиаде. В личном первенстве Татьяна проиграла уже в первом поединке, а в командном первенстве сборная России, состоящая из Татьяны Логуновой, Виолетты Колобовой, Любови Шутовой и Ольги Кочневой, завоевала бронзу, победив в матче за третье место команду Эстонии (в полуфинале россиянки уступили румынкам). Чемпионка России в личном первенстве 2017 года.

## Личная жизнь
Муж — Андрей Беляев, бывший баскетболист; дочь — Ксения (род. 2005).

## Образование
Закончила Российский государственный университет физической культуры, спорта, молодёжи и туризма по специальности «тренер по фехтованию». 

## Награды
- Орден Почёта (24 августа 2005 года) — за большой вклад в развитие физической культуры и спорта, высокие спортивные достижения на Играх XXVIII Олимпиады 2004 года в Афинах.
- Орден Дружбы (19 апреля 2001 года) — за большой вклад в развитие физической культуры и спорта, высокие спортивные достижения на Играх XXVII Олимпиады 2000 года в Сиднее.
- Медаль ордена «За заслуги перед Отечеством» II степени (25 августа 2016 года) — за высокие спортивные достижения на Играх XXXI Олимпиады 2016 года в городе Рио-де-Жанейро (Бразилия), проявленные волю к победе и целеустремленность[2].